# Ketleyn Quadros
Ketleyn Quadros (n. 1 octombrie 1987, Ceilândia⁠(d), Districtul Federal, Brazilia) este o sportivă ce a reprezentat Brazilia, medaliată olimpică. A participat la 2 ediții ale Jocurilor Olimpice (2008, 2020) în care a câștigat o medalie de bronz.